# Маунтен-Гроув (Міссурі)
Маунтен-Гроув (англ. Mountain Grove) — місто (англ. city) в США, в округах Райт і Техас штату Міссурі. Населення — 4313 особи (2020).

## Географія
Маунтен-Гроув розташований за координатами 37°8′3″ пн. ш. 92°15′59″ зх. д. / 37.13417° пн. ш. 92.26639° зх. д. (37.134222, -92.266291).  За даними Бюро перепису населення США в 2010 році місто мало площу 10,48 км², з яких 10,40 км² — суходіл та 0,08 км² — водойми.

## Демографія
Згідно з переписом 2010 року, у місті мешкало 4789 осіб у 2008 домогосподарствах у складі 1217 родин. Густота населення становила 457 осіб/км².  Було 2290 помешкань (219/км²).
Расовий склад населення:
| - 96,4 % — білих - 1,0 % — корінних американців - 0,4 % — азіатів - 0,3 % — чорних або афроамериканців |

До двох чи більше рас належало 1,6 %. Частка іспаномовних становила 2,2 % від усіх жителів.
За віковим діапазоном населення розподілялося таким чином: 26,7 % — особи молодші 18 років, 54,2 % — особи у віці 18—64 років, 19,1 % — особи у віці 65 років та старші. Медіана віку мешканця становила 37,7 року. На 100 осіб жіночої статі у місті припадало 86,3 чоловіків;  на 100 жінок у віці від 18 років та старших — 81,9 чоловіків також старших 18 років.
Середній дохід на одне домашнє господарство  становив 42 508 доларів США (медіана — 26 621), а середній дохід на одну сім'ю — 39 743 долари (медіана — 30 921). Медіана доходів становила 24 920 доларів для чоловіків та 25 268 доларів для жінок. За межею бідності перебувало 27,3 % осіб, у тому числі 37,6 % дітей у віці до 18 років та 11,5 % осіб у віці 65 років та старших.
Цивільне працевлаштоване населення становило 1868 осіб. Основні галузі зайнятості: освіта, охорона здоров'я та соціальна допомога — 34,0 %, роздрібна торгівля — 13,9 %, публічна адміністрація — 7,1 %, виробництво — 6,5 %.